# منزل أبوهم
يقع منزل أبــوهم (القرن 12 هـ / 18 م) بشارع دهليز الملك بمدينة رشيد المصرية. ويتكون من ثلاثة أدوار أما الواجهة الجنوبية ( الرئيسية ) يشغلها في الدور الأرضى ثلاثة أبواب الأول يؤدى إلى السلم والثانى يؤدى إلى حجرة السبيل والثالث يؤدى إلى المخزن ويعلو كل باب من هذه الأبواب منور مستطيل ، أما واجهة الدورين الأول والثانى فإنها تقوم على ما ورده ترتكز على كتف بالناحية الشرقية ويشغل الواجهة بالدورين شباكان يعلوهما ثلاثة مناور.

## المنــزل مــن الــداخل
يتكون الدور الأرضى من المخزن ويتكون الدوران الأول والثانى من ثلاثة قطاعات أوسطها الدورقاعة ويمثل الأول حجرة ذات باب تقسم إلى قسمين بعمود رخامى والقطاع الثالث فيمثل حجرة ومرحاضاً.